# پائولا بیر
پائولا بیر (آلمانی: Paula Beer؛ زادهٔ ۱ فوریهٔ ۱۹۹۵) هنرپیشه اهل آلمان است که از سال ۲۰۱۰ میلادی تاکنون مشغول فعالیت بوده‌است.
از فیلم‌هایی که در آنها نقش داشته می‌توان به دره تاریک، هرگز روی برنگردان و ترانزیت اشاره کرد.
او برای بازی در فیلم فرانتس برندهٔ جایزه مارچلو ماسترویانی شده‌است.

## فیلم‌شناسی
- ۲۰۱۴ - دره تاریک
- ۲۰۱۶ - فرانتس، در نقش آنا
- ۲۰۱۸ - ترانزیت، در نقش ماری
- ۲۰۱۸ - بانک‌های تسویه‌کننده، در نقش یانا لیکام (مجموعهٔ تلویزیونی شش قسمتی)
- ۲۰۱۸ - هرگز روی برنگردان